# Turčiansky Peter
Turčiansky Peter je obec na Slovensku v okrese Martin ležící na levém břehu řeky Turiec.

## Historie
První písemná zmínka o obci pochází z roku 1309.

## Geografie
Obec se nachází v nadmořské výšce 419 metrů a rozkládá na ploše 4,618 km². K 31. prosinci roku 2017 žilo v obci 483 obyvatel.

## Památky
V obci se nachází raně-gotický kostel ze začátku 14. století a renesančně upravený v 17. století
a kaštel ze 17. století,